# Krásno (district de Sokolov)
Pour les articles homonymes, voir Krásno.
Krásno (en allemand : Schönfeld, précédemment : Synfelt) est une ville du district de Sokolov, dans la région de Karlovy Vary, en Tchéquie. Sa population s'élevait à 715 habitants en 2020.

## Géographie
Krásno se trouve à 4 km au sud-sud-ouest de Horní Slavkov, à 12 km au sud-est de Sokolov, à 15 km au sud-sud-ouest de Karlovy Vary et à 119 km à l'ouest de Prague.
La commune est limitée par Horní Slavkov et Bečov nad Teplou au nord, par Stanovice à l'est, par Bečov nad Teplou au sud-est, par Nová Ves au sud, et par Rovná à l'ouest.

## Histoire
Jusqu'en 1918, le village de Schönfeld bei Petschau faisait partie de l'empire d'Autriche, puis d'Autriche-Hongrie (Cisleithanie après le compromis de 1867), dans le district de Falkenau, l'un des 94 Bezirkshauptmannschaften en Bohême. Un bureau de poste fut ouvert en 1867.
En octobre 1938, la ville, majoritairement habitée par une population germanophone, est annexée par l'Allemagne nazie, conformément aux accords de Munich en ce qui concerne la Région des Sudètes. Après la défaite du Troisième Reich, les décrets Beneš (1945) contraignent la population allemande de la ville à s'exiler, laissant la place aux Tchèques qui l'appellent désormais exclusivement Krasno nad Teplou.

## Patrimoine

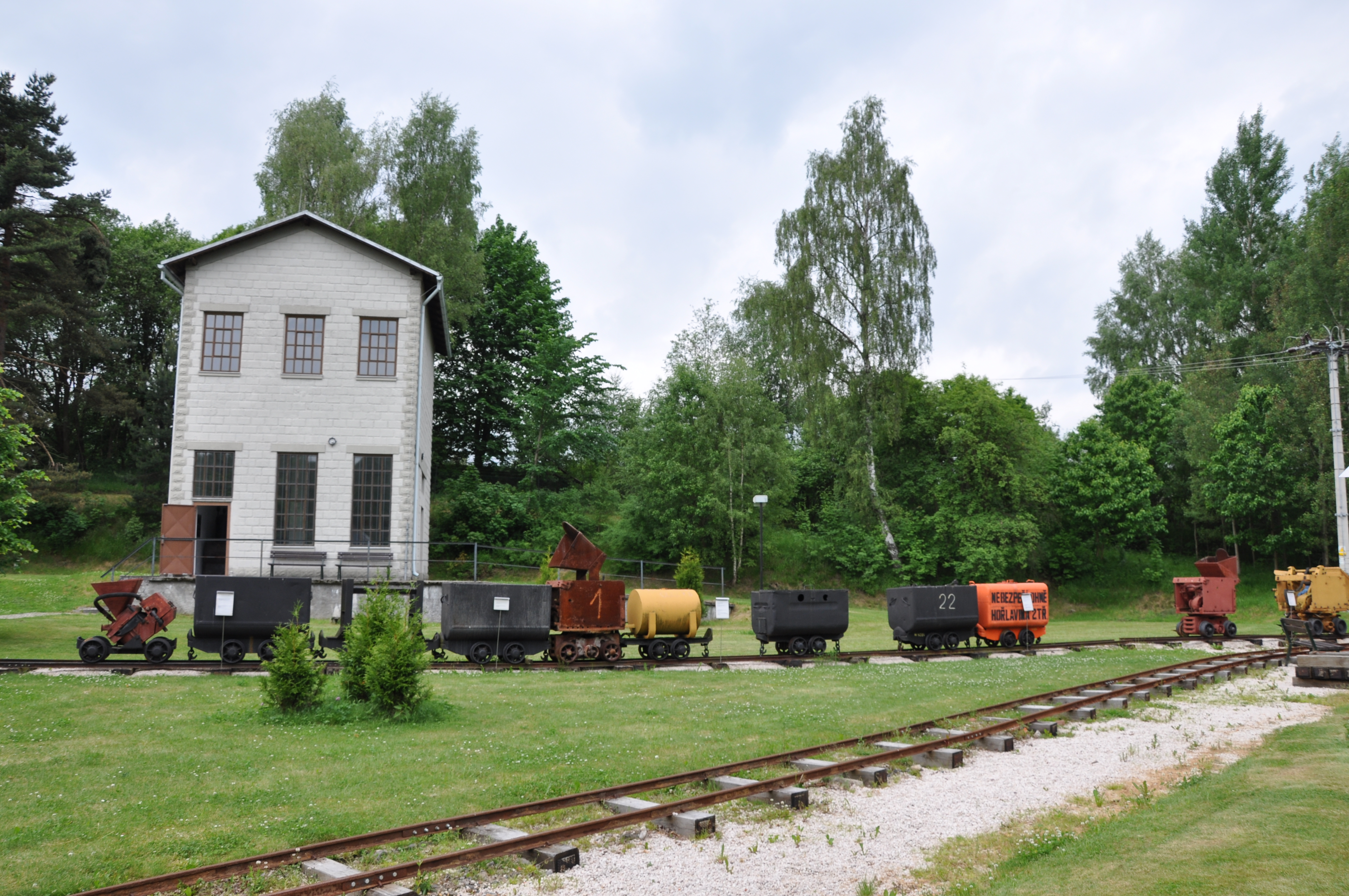
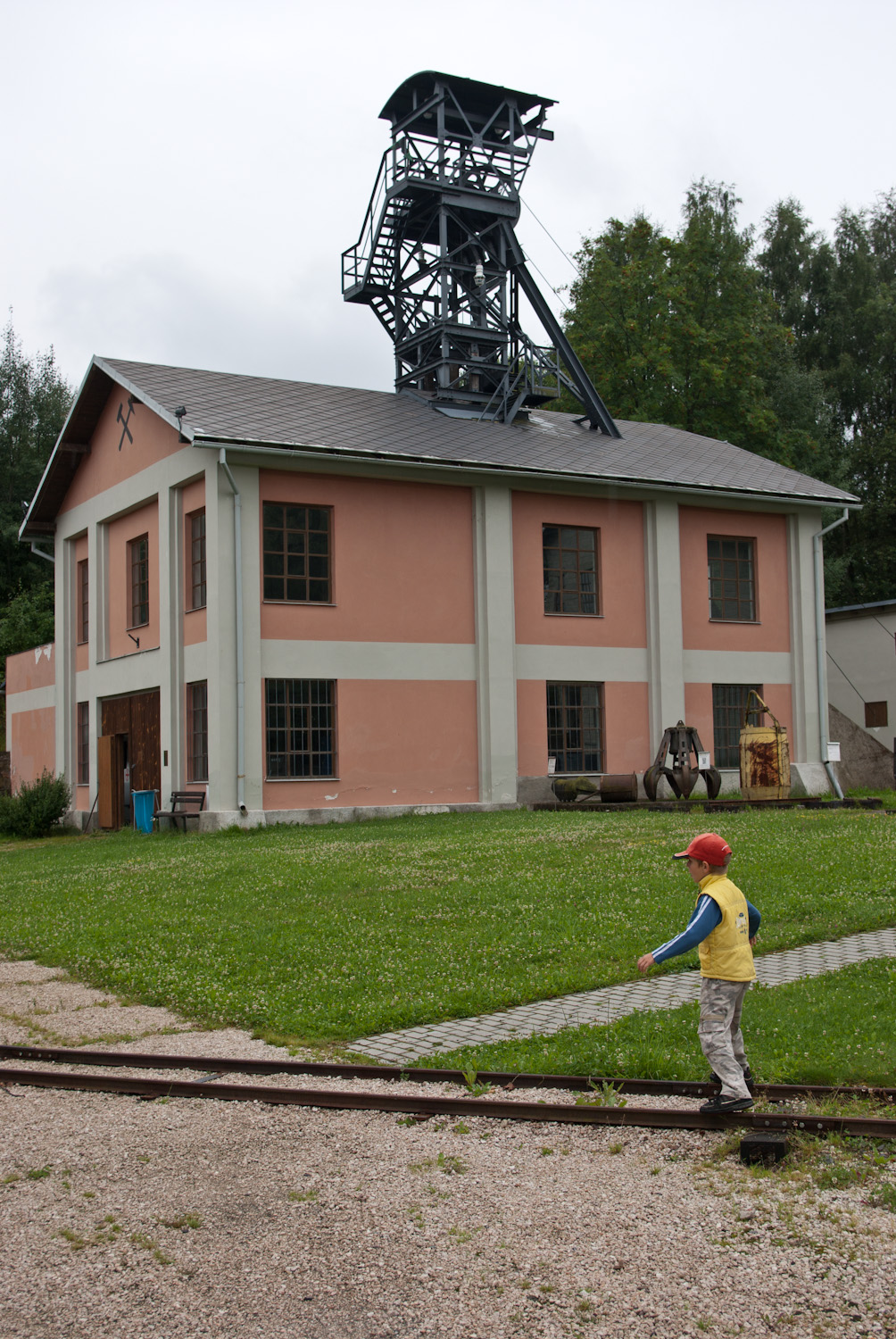
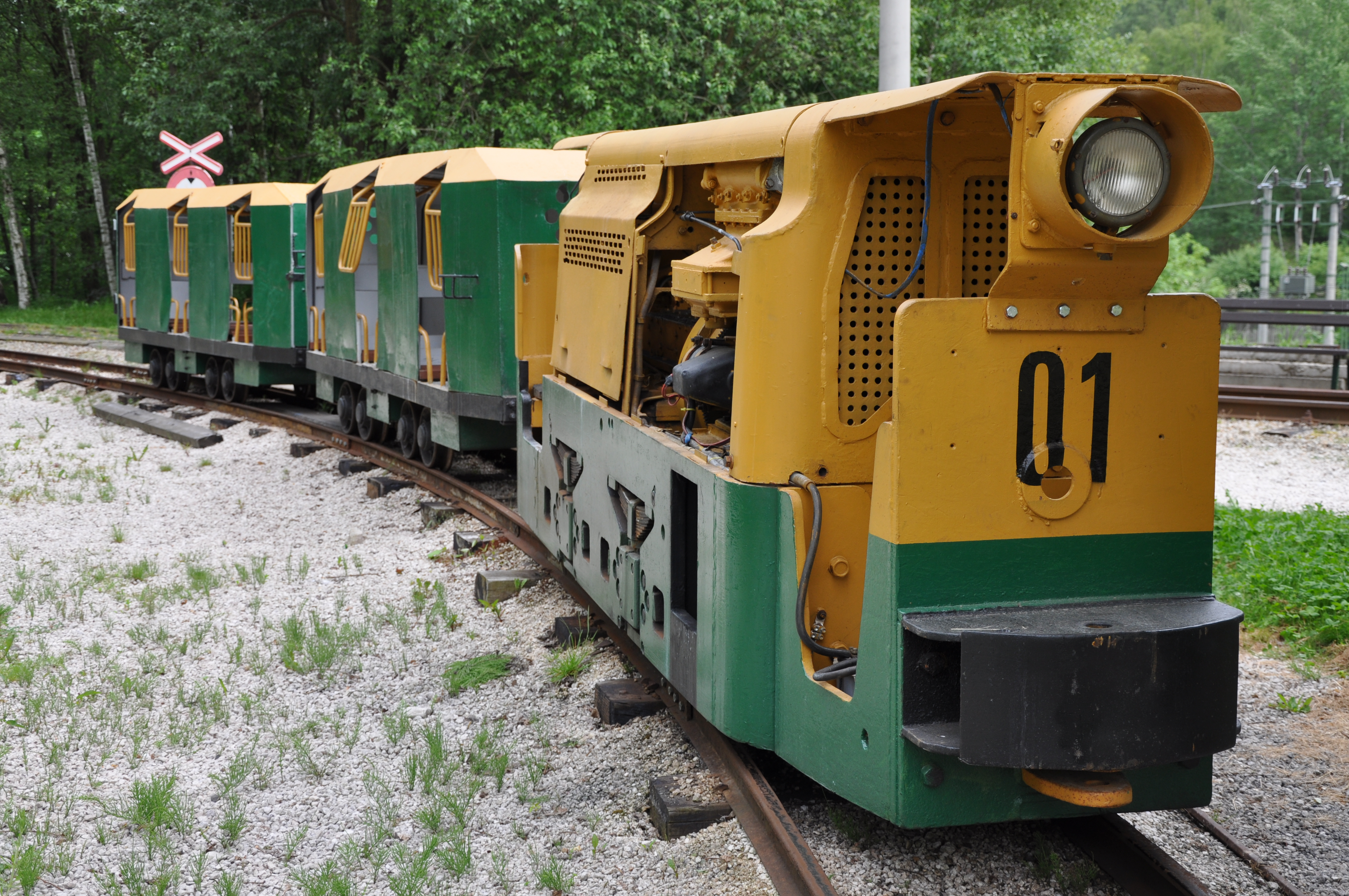

Patrimoine religieux

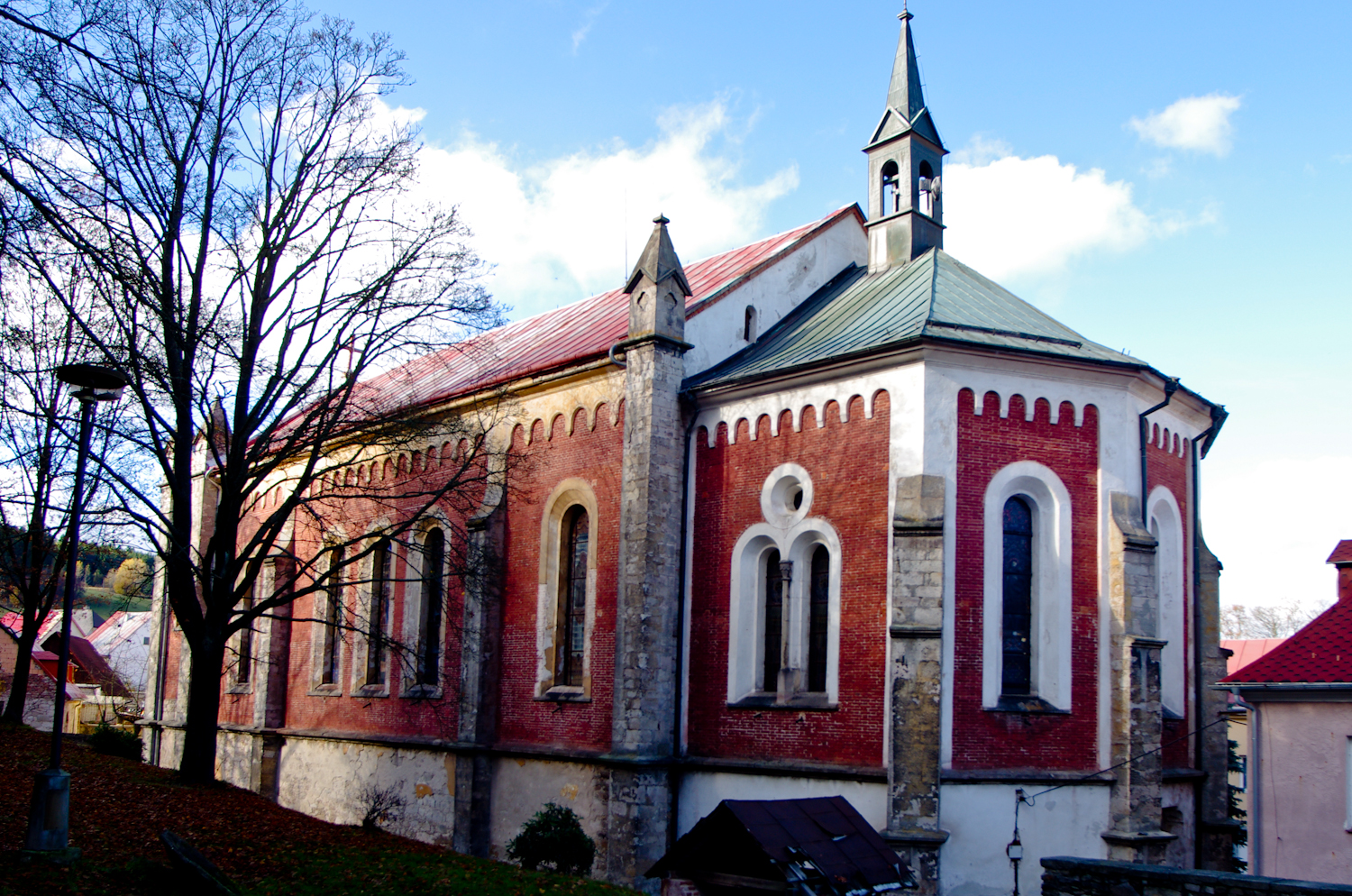
Église Sainte-Catherine à Krásno.
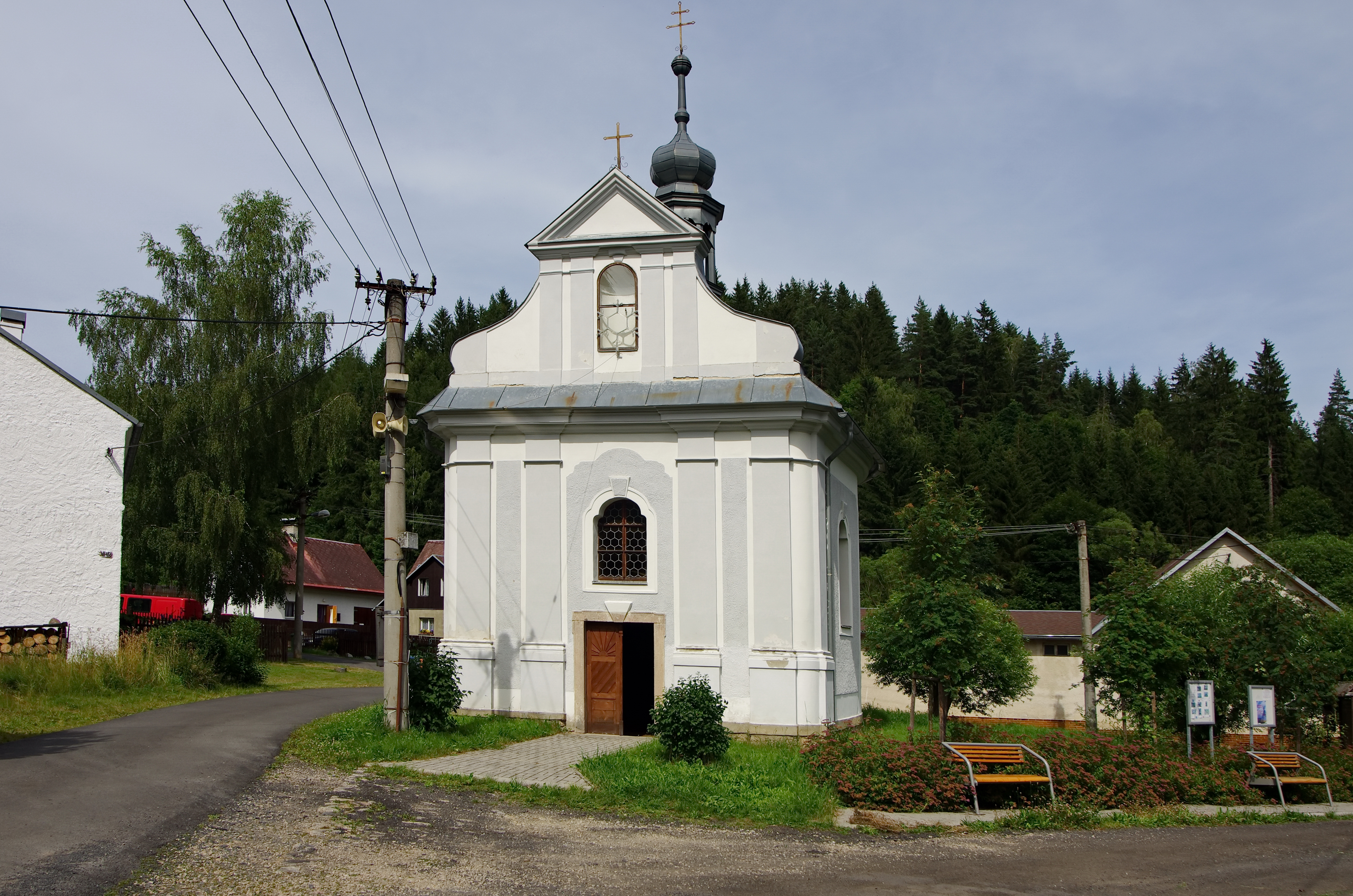
Chapelle Saint-Procope à Dolní Hluboká

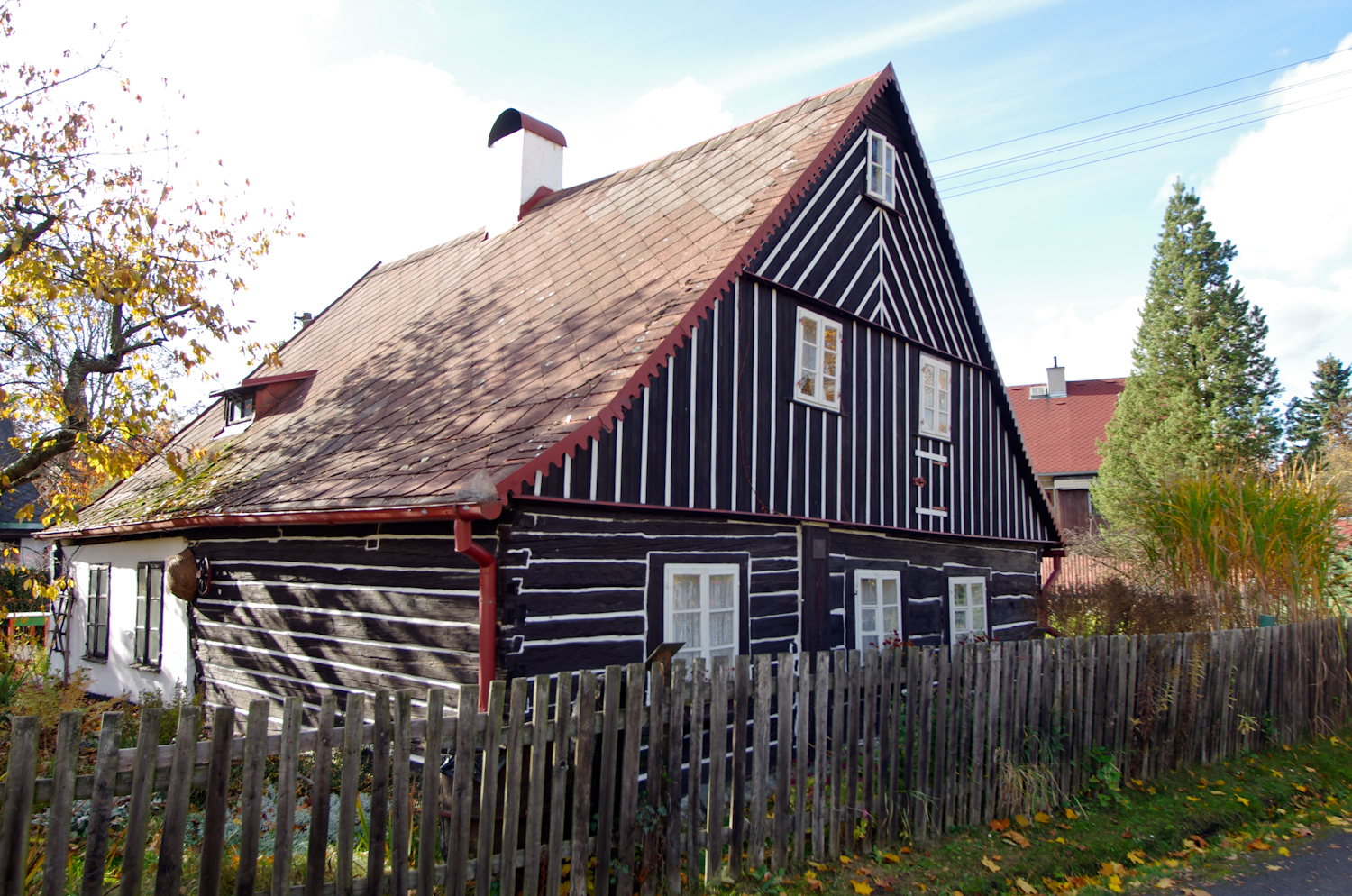
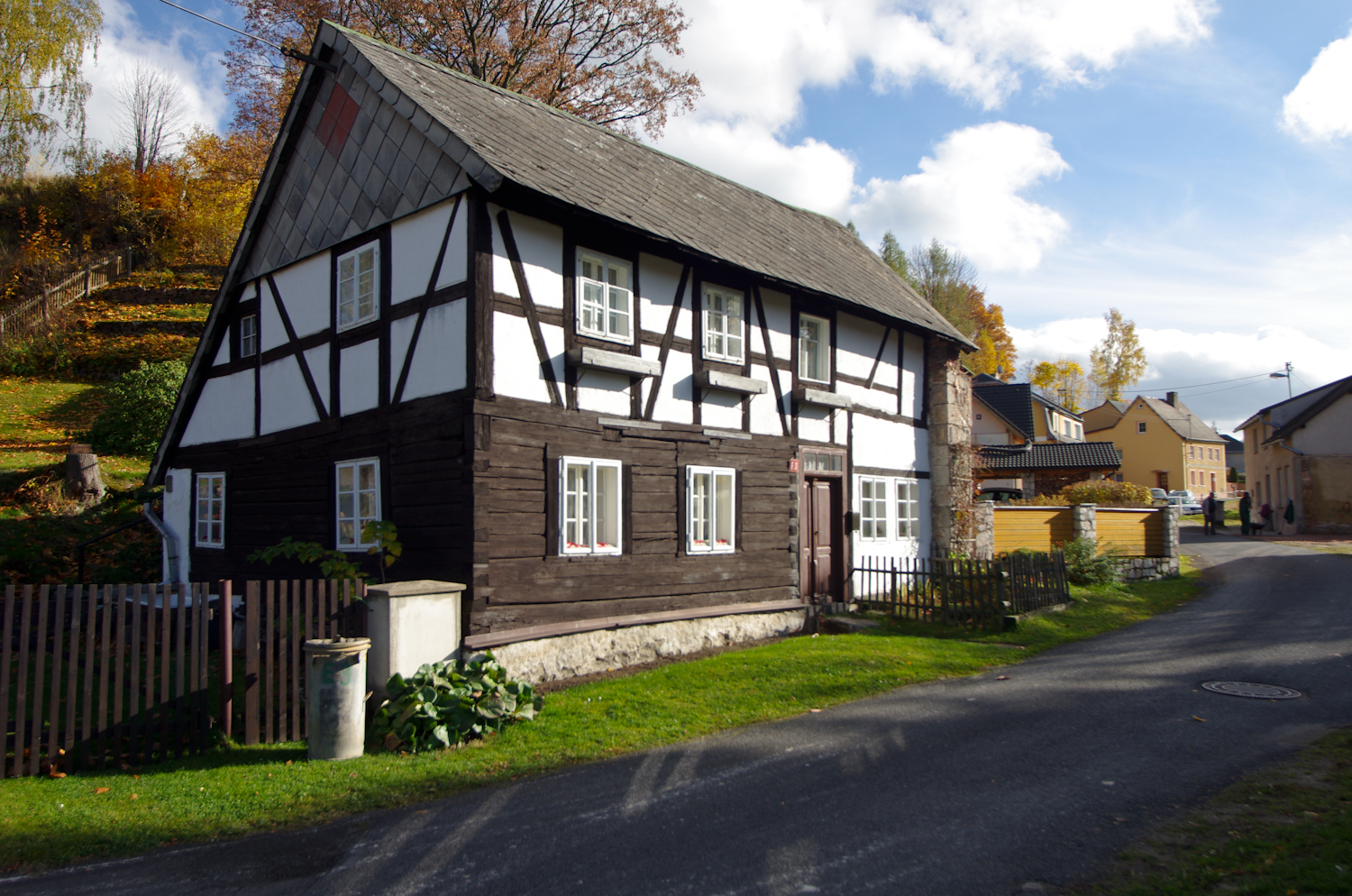

Architecture traditionnelle
Musée de la mine